# Möhlin-Jet
Als Möhlin-Jet bezeichnet man in der Schweiz einen aus dem Fricktal kommenden Südostwind, der dafür sorgt, dass sich im Winter am Jura-Nordfuss im Raum Basel keine geschlossene Nebeldecke bildet. Dies im Gegensatz zum Mittelland, wo sich der Nebel teilweise wochenlang nicht auflöst. Auch bei geringer Windstärke des Möhlin-Jets wird der Nebel mit Hilfe von Südwestwinden aus dem Burgund aufgelöst. Benannt ist dieses Wetterphänomen nach der Ortschaft Möhlin im Kanton Aargau.
Siehe auch: Liste der Winde und Windsysteme